# 幌登岳
幌登岳（ほろとだけ）は、樺太島の中部にある山である。ロシア語: Иондаса。
当該地域の領有権に関しては樺太、現状に関してはサハリン州を参照の事。

## 概要
- 敷香郡敷香町内の樺太山脈にあり、幌内川支流である初問川の上流に位置していた。
- 標高は1259mで、日本施政下においては敷香岳に次ぐ高峰であった。
- 最寄駅は樺太東線初問駅であった。